# Nideggen

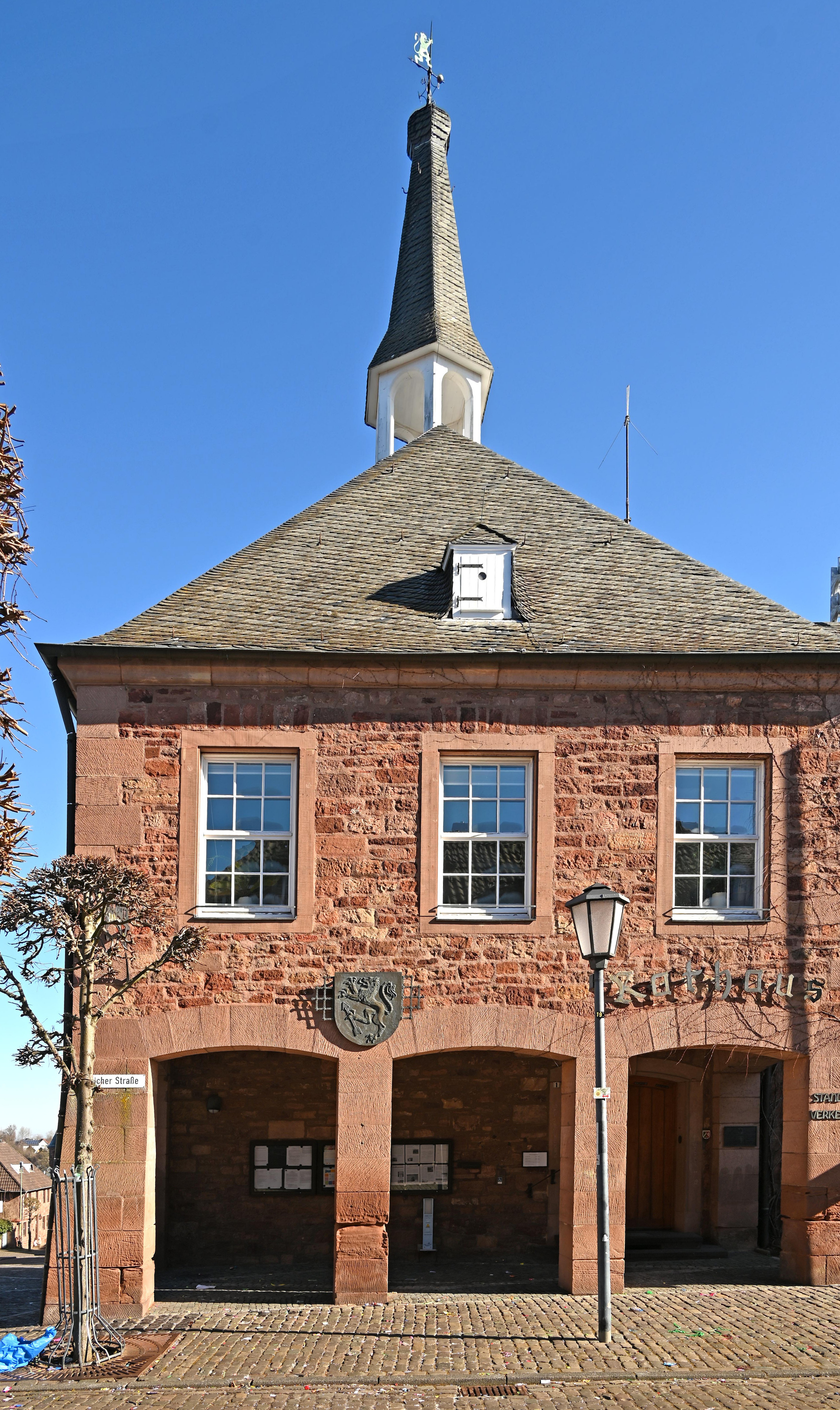
Rathaus Nideggen

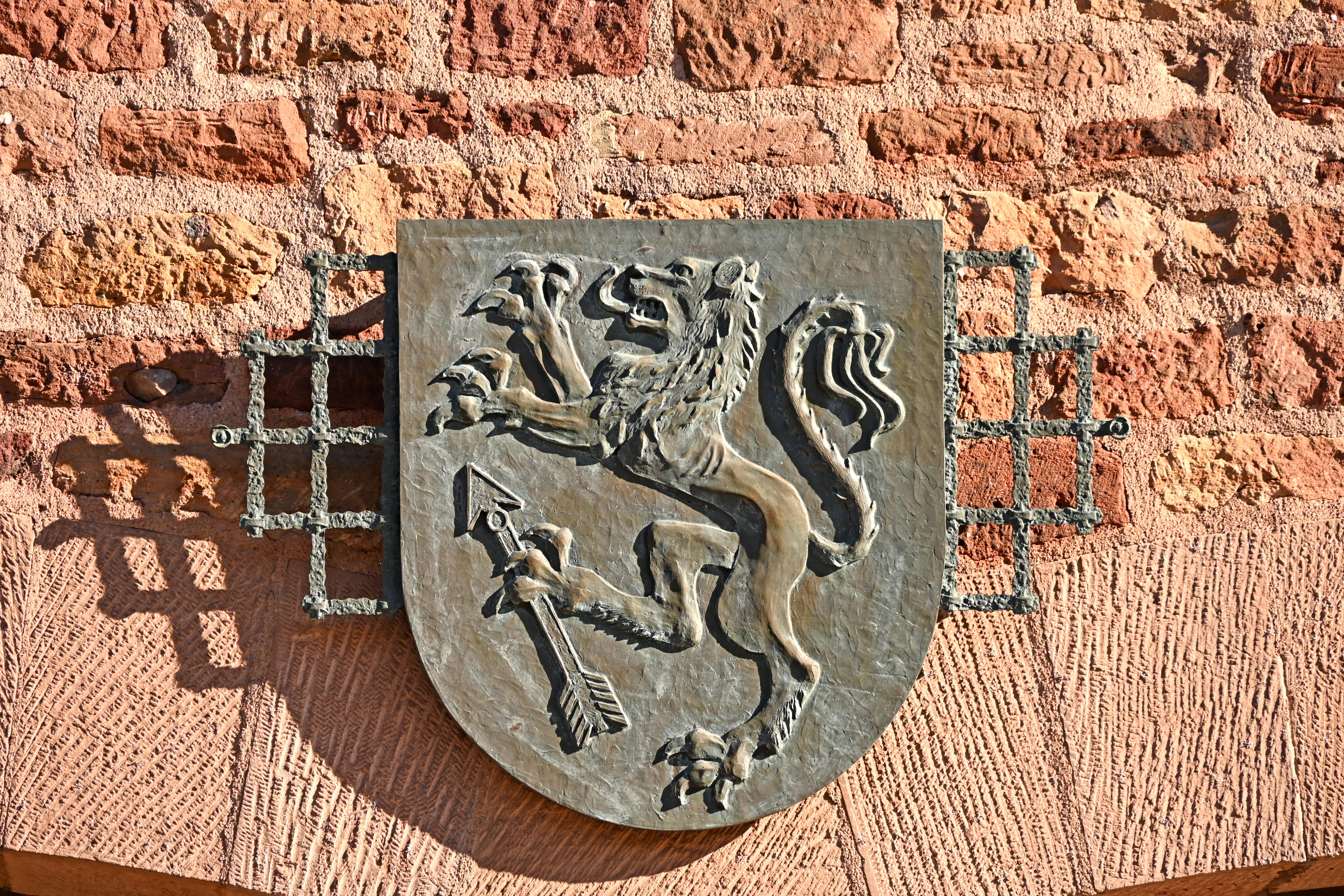
Wappen am Rathaus

Nideggen ist eine in der Eifel gelegene Kleinstadt des Kreises Düren in Nordrhein-Westfalen (Deutschland). Sie liegt auf einer Bergkuppe unmittelbar oberhalb des mittleren Rurtales am Rande des Nationalparks Eifel in der Rureifel.

## Geografie

### Geografische Lage
Durch das Stadtgebiet fließt die Rur. Der Ortsteil Schmidt grenzt an die zweitgrößte Talsperre Deutschlands, die Rurtalsperre Schwammenauel. Berühmt sind die Buntsandsteinfelsen, die steil aus dem Rurtal aufragen. Der Ort liegt auf 304 m ü. NHN. Der Ortsteil Schmidt ist mit 452 m ü. NHN der höchstgelegene Ortsteil.

### Nachbargemeinden
im Kreis Düren
- Heimbach
- Hürtgenwald
- Kreuzau
- Vettweiß

in der Städteregion Aachen
- Simmerath

im Kreis Euskirchen
- Zülpich

### Stadtgliederung
Zu Nideggen gehören die folgenden Ortsteile:
- Abenden (802 Einwohner)
- Berg-Thuir (693 Einwohner)
- Brück (305 Einwohner)
- Embken (799 Einwohner)
- Muldenau (163 Einwohner)
- Nideggen (3284 Einwohner)
- Rath (774 Einwohner)
- Schmidt (3131 Einwohner)
- Wollersheim (624 Einwohner)

(31. Dezember 2022)

### Wappen und Banner
Der Stadt Nideggen ist mit Urkunde des Regierungspräsidenten vom 9. Dezember 1975 das Recht zur Führung eines Wappens verliehen worden.
| Wappen von Nideggen | Blasonierung: „Das Stadtwappen zeigt in Gold (Gelb) einen rotbewehrten und -bezungten Löwen mit der rechten Hinterpranke einen schrägrechts gestellten, blauen Pfeil haltend.“ |
| Wappen von Nideggen | Wappenbegründung: Das Wappen ist von einem Siegel aus dem 16. Jahrhundert abgeleitet und zeigt den Jülicher Löwen mit einem Pfeil.                                             |

Der Stadt Nideggen ist mit Urkunde des Regierungspräsidenten Köln vom 9. November 1976 das Recht zur Führung einer Flagge (als Banner) verliehen worden.
| Banner | Beschreibung des Banners:„Unter quadratischem gelben Bannerhaupt, darin das Emblem des Wappens, schwarz-gelb längsgestreift im Verhältnis 1:1:1:1:1.“ |

## Geschichte
Seit ihrer Gründung im Mittelalter kann die Stadt auf eine lange und abwechslungsreiche Geschichte zurückblicken. Der Ort wurde erstmals im Jahr 1184 erwähnt.
Bedingt durch seinen Streit mit Kurköln ließ Wilhelm II., Graf von Jülich, in der Zeit von 1177 bis 1191 die Trutzfeste Nideggen (heute bekannt als Burg Nideggen) errichten. In der Nähe der Burg wurde gegen Anfang des 14. Jahrhunderts von Gerhard von Jülich planmäßig eine Ortschaft gegründet, der er Weihnachten 1313 gemeinsam mit seiner Frau Elisabeth von Brabant und seinem ältesten Sohn das Stadtrecht verlieh. Etwa zu gleicher Zeit entstand die Stadtbefestigung mit vier Toren, nachdem bereits im 13. Jahrhundert der Burgflecken – die Verbindung zwischen Burg und Stadt – ummauert worden war. Die Tore standen seinerzeit am Ende der gleichnamigen Straßen, benannt nach den Orten, zu denen sie führten: Das Brandenberger Tor (nicht erhalten, nach Brandenberg) im Norden, das Dürener Tor im Osten, das Zülpicher Tor im Süden und das Nyckstor im Westen zur Burg. Letzteres hieß ursprünglich Burgtor und wurde um 1500 nach Nyt (auch „Nix“, „Nÿcks“) von Birgel (1436–1478), jülicher Erbmarschall und Amtmann zu Nideggen, umbenannt.
In der nachfolgenden Zeit entwickelte sich Nideggen zu einer typisch rheinischen Kleinstadt. 1430 wurde die St. Sebastianus-Schützenbruderschaft gegründet, und 1571 gab es bereits eine Lateinschule. Als 1651 die Franziskaner nach Nideggen kamen, übernahmen sie den höheren Schulunterricht.
Das zu Ehren der seligen Christina von Stommeln von Graf Wilhelm V. um 1340 gegründete Kollegiatstift St. Johannis Evangelist, wurde im 15. Jahrhundert Sitz des St. Hubertus Ritterordens, der im 18. Jahrhundert zum bedeutendsten Ritterorden des Kurfürstentums Bayern heranwuchs. Das Kollegiatstift (St. Johannis Evangelist) zu Nideggen erwarb am 28. September 1357 von einem Heinrich Wienmann aus Nideggen dessen Hof in der Slerbach (Schlehbach) zu Hetzingen für 300 Mark.
1689 ereilte Nideggen das gleiche Schicksal wie viele rheinische Ortschaften: Es wurde im Pfälzischen Erbfolgekrieg von französischen Truppen in Schutt und Asche gelegt, in den Folgejahren von seiner Bevölkerung aber wieder aufgebaut.
Eine Einwohnerzählung ergab im Jahr 1703 für die Ortschaft und die umliegenden Siedlungen 156 Familien mit insgesamt 419 Personen.
Der Einmarsch französischer Revolutionstruppen im Herbst 1794 und die damit einhergehende Einsetzung einer französischen Zentralverwaltung bedeuten das Ende des Herzogtums Jülich und seines Amtes Nideggen. Nach fast 500 Jahren verlor Nideggen wie viele andere rheinische Kleinstädte sein Stadtrecht.

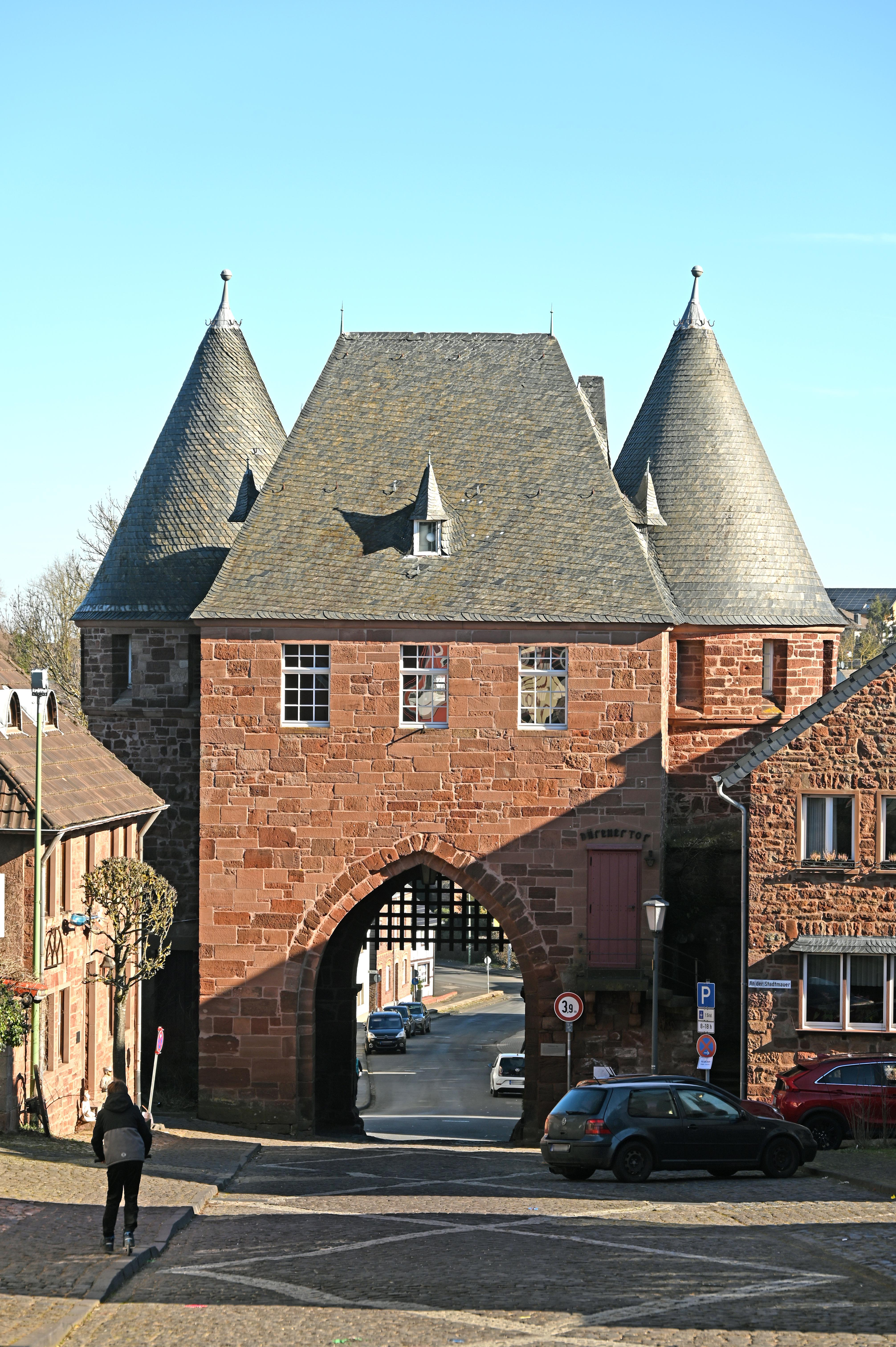
Dürener Tor, Stadtseite
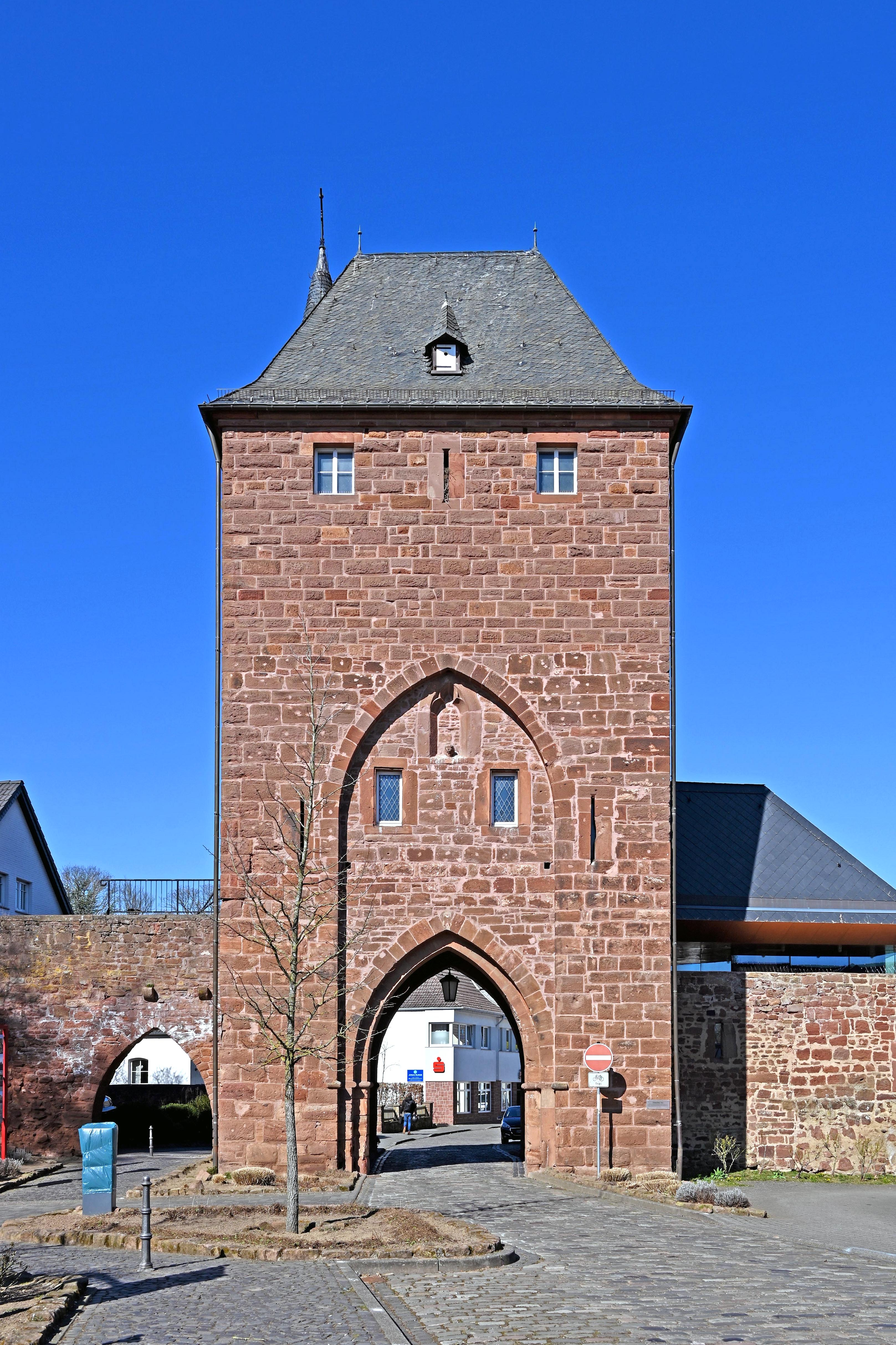
Zülpicher Tor, Feldseite.
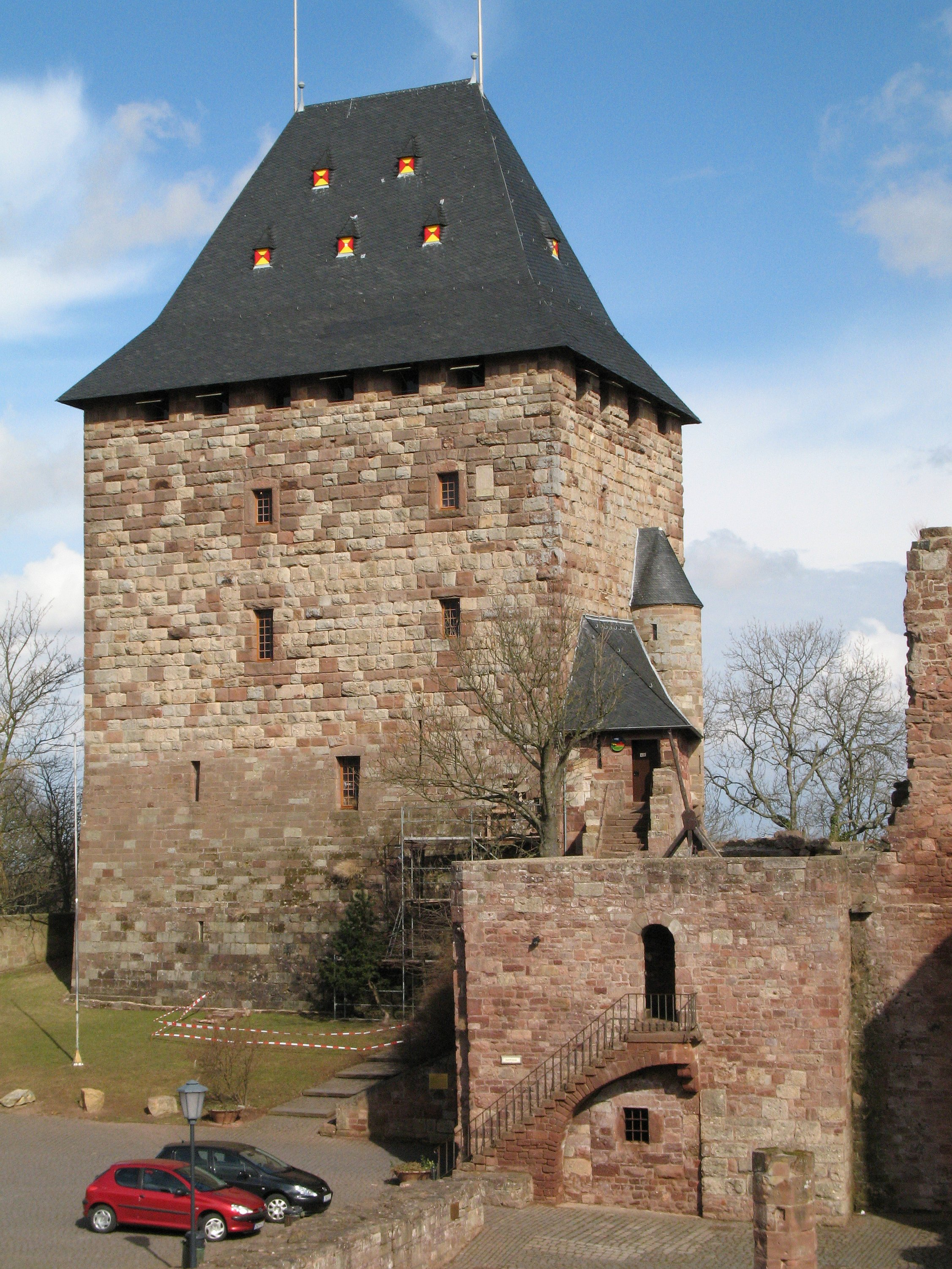
Bergfried der Burg Nideggen

1815 fiel das Rheinland – und damit auch Nideggen – durch die Ergebnisse des Wiener Kongresses an Preußen, das Teile der linksrheinischen Départements mit rechtsrheinischen Gebieten zur Rheinprovinz (1822) zusammenlegte. Es folgte ein wirtschaftlicher Aufschwung, den die Nideggener dazu nutzten, verfallene Gebäude und die ruinöse Stadtmauer in Teilen wieder instand zu setzen.
Während des Zweiten Weltkrieges war Nideggen und seine Umgebung Frontgebiet und somit zahlreichen Bombenangriffen und wiederholten Zerstörungen ausgesetzt. 89 % der damaligen Bausubstanz wurden im Laufe der Gefechte zerstört. Ein weiteres Mal musste die Nidegger Bürgerschaft ihre Stadt (1926 hatte der Ort die Stadtrechte wieder zuerkannt bekommen) fast gänzlich neu aufbauen. Durch die Hilfe des Kreises Düren konnten nach der Währungsreform einige historische Denkmäler wie Teile der Burganlage, die romanische Kirche St. Johannes Baptist sowie das Dürener und das Zülpicher Tor (Turmtor des 14. Jahrhunderts, 1342 erstmals erwähnt als „Zulpger porzen“, davor ursprünglich ein Wassergraben, und eine Brücke. Seit dem 18. Jahrhundert ohne Dach und Obergeschoss, in den Jahren 1892 bis 1896 wiederaufgebaut) der Stadtmauer nach alten Plänen restauriert werden.
Am 15. Juli 1981 wurde im Feuerwehrhaus Nideggen die kreiseigene Rettungswache eingeweiht.

## Eingemeindungen
Am 1. Januar 1972 wurden die neun ehemaligen Gemeinden Abenden, Berg-Thuir, Embken, Heimbach, Hergarten, Muldenau, Schmidt, Vlatten und Wollersheim zusammen mit Nideggen zur neuen Stadt Nideggen zusammengeschlossen (Aachen-Gesetz).
Das Oberverwaltungsgericht entschied am 4. August 1972, das neue Stadtgebiet Nideggens auf zwei neue Gemeinden, Nideggen (zunächst ohne Stadtrecht) und Heimbach (mit Stadtrecht), aufzuteilen. Hergarten und Vlatten wurden Heimbach und die anderen Gemeinden wurden Nideggen zugeordnet.

## Politik

### Stadtrat
Der Stadtrat ist die kommunale Volksvertretung der Stadt Nideggen. Über die Zusammensetzung entscheiden die Bürger alle fünf Jahre. Die letzte Wahl fand am 13. September 2020 statt.
2008 traten vier Ratsmitglieder aus ihren Fraktionen/Parteien aus (1 SPD, 3 CDU) und gründeten 2009 die Freie Wählergemeinschaft Menschen für Nideggen.

### Bürgermeister
Bürgermeister Marco Schmunkamp (parteilos) wurde 2015 mit 75,94 Prozent in der Stichwahl gewählt und 2020 mit 84,3 Prozent der Stimmen im Amt bestätigt.
Willi Hönscheid (CDU) war von 1993 bis 2009 Bürgermeister. Am 20. Dezember 2005 beschloss der Stadtrat fast einstimmig – unter der Federführung der CDU – wegen Betrugs die Einleitung eines Abwahlverfahrens nach der Gemeindeordnung NRW. Da die Wahlbeteiligung nicht ausreichte und auch die Mehrheit der teilnehmenden Bürger gegen eine Abwahl gestimmt hatten, blieb Hönscheid im Amt. Vom Vorwurf des Betruges in einer Beihilfesache wurde er im Mai 2008 freigesprochen.
Erfolgreiche Bürgermeister-Abwahlen nach den Bestimmungen der 1994 neugefassten Gemeindeordnung hat es damit in NRW bisher nur 2002 im münsterländischen Ennigerloh, 2007 in Meckenheim (Rhein-Sieg-Kreis), sowie 2012 in Duisburg gegeben.

### Verschuldung
Die Stadt ist aufgrund eines Schuldenstands von bis zu 25 Millionen Euro in einer schwierigen Finanzlage. Da der Stadtrat bis dahin keinen von der Landesregierung geforderten Sparplan beschlossen hatte, bekam Nideggen den  ersten Sparkommissar in Nordrhein-Westfalen. In dieses Amt setzte die Landesregierung am 7. Mai 2013 Ralph Ballast ein. Im November 2013 beendete er erfolgreich seine Arbeit.

## Wirtschaft, Infrastruktur, Sonstiges

### Sehenswert

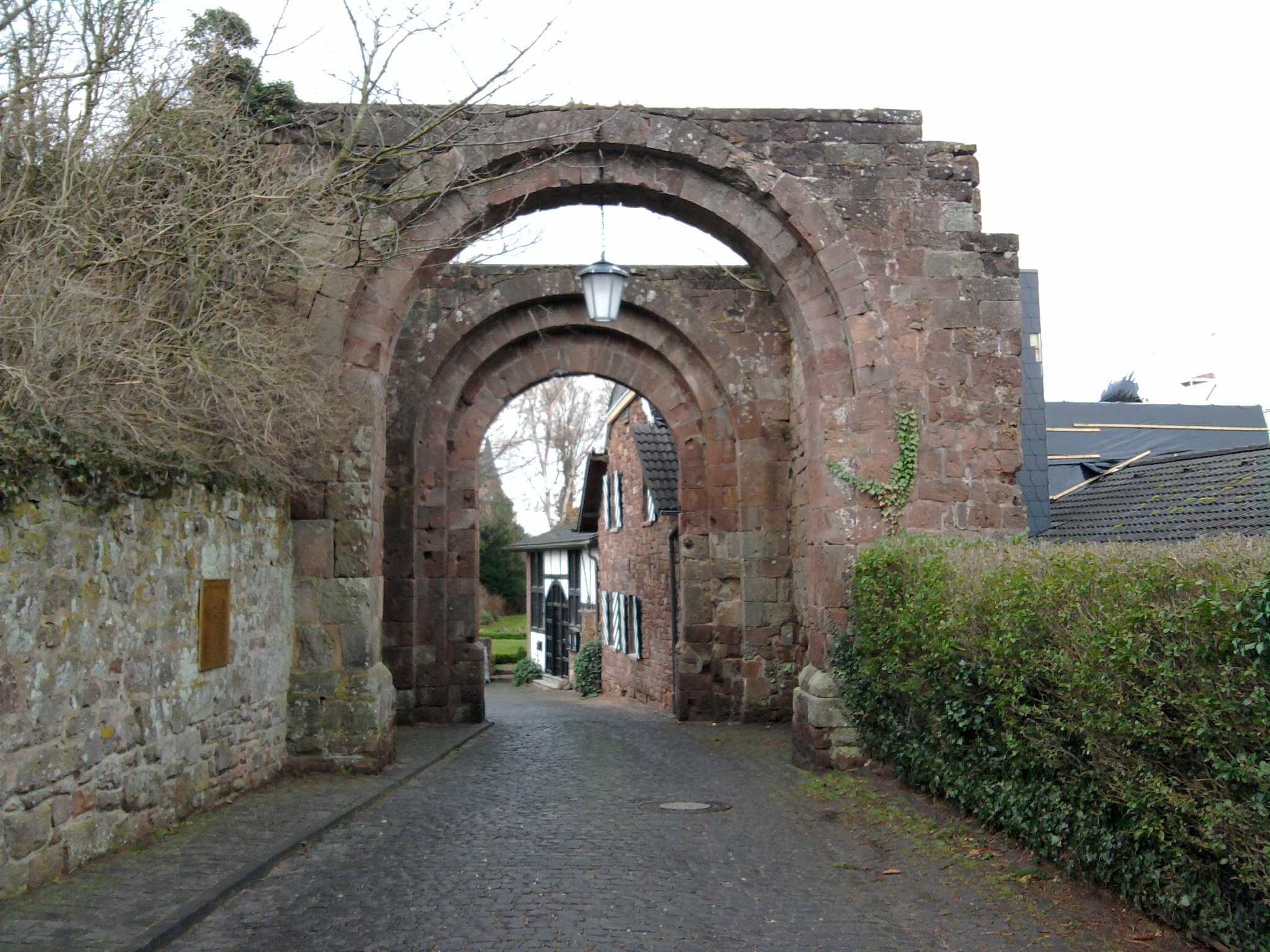
Nideggen, Burgzufahrt

Die Nideggener Altstadt besteht aus sehenswerten Fachwerk- und Buntsandsteinhäusern. Vom zentralen Marktplatz aus blickt man auf die beiden trutzigen Stadttore, und nach zehn Minuten Fußweg vorbei an der romanischen Pfarrkirche mit einem der ältesten erhaltenen Freskogemälde Deutschlands sind die Tore der Burg Nideggen erreicht, einer Anlage von gewaltigen Ausmaßen. Es erschließt sich eine Vielfalt an Wanderwegen rund um die gewaltigen Felsmassive, über denen die Burg weithin sichtbar erbaut ist.
In Abenden wird jedes Jahr der Erntedankzug veranstaltet, den die ganze Dorfgemeinschaft mit vielen Details gestaltet.
Der Stadtteil Schmidt ist der einzige Ort im Kreis Düren mit einem öffentlichen Badestrand am Rursee. Dieser Strand liegt in Eschauel, unterhalb von Schmidt. In den Wald- und Wiesengehegen des Wildparks Schmidt gibt es Rotwild, Damwild, Schwarzwild, Mufflons und Lamas.
Das Düsterkreuz ist eines der wenigen Feuerwehrdenkmäler.

### Verkehr

#### Motorsport
In den Jahren 1922, 1924, 1925 und 1926 fand auf den Schotterstraßen um Nideggen das Eifelrennen für Motorräder und Wagen statt. Je nach Fahrzeugklasse waren fünf, sechs, zehn oder 15 Runden auf einem 33 km langen Rundkurs zu fahren. Die Strecke führte vom Berger Weg in Nideggen zum Marktplatz und durch das Zülpicher Tor auf die Straße nach Berg, von dort weiter über Wollersheim nach Vlatten, dann bergauf über das Vlattener Köpfchen nach Heimbach und Schmidt, von dort hinunter nach Brück und zurück nach Nideggen. Schnellste Fahrer im Rennwagen waren Rudolf Caracciola auf Mercedes-Benz 1924 und Vittorio de Rosa auf Alfa-Romeo 1925. Caracciola fuhr die vorgeschriebenen zwölf Runden in 5:31.32 Stunden, de Rosa 15 Runden in 6:54:48 Stunden. Die Durchschnittsgeschwindigkeit beider Fahrer lag bei knapp 72 km/h. Schnellster Motorradfahrer war Toni Bauhofer 1925 auf einer BMW R 37. Das Eifelrennen rund um Nideggen war teuer und gefährlich; 1925 verunglückten drei Teilnehmer tödlich. Ab 1927 fand die Veranstaltung auf dem neu erbauten Nürburgring statt.

#### Bahnverbindungen

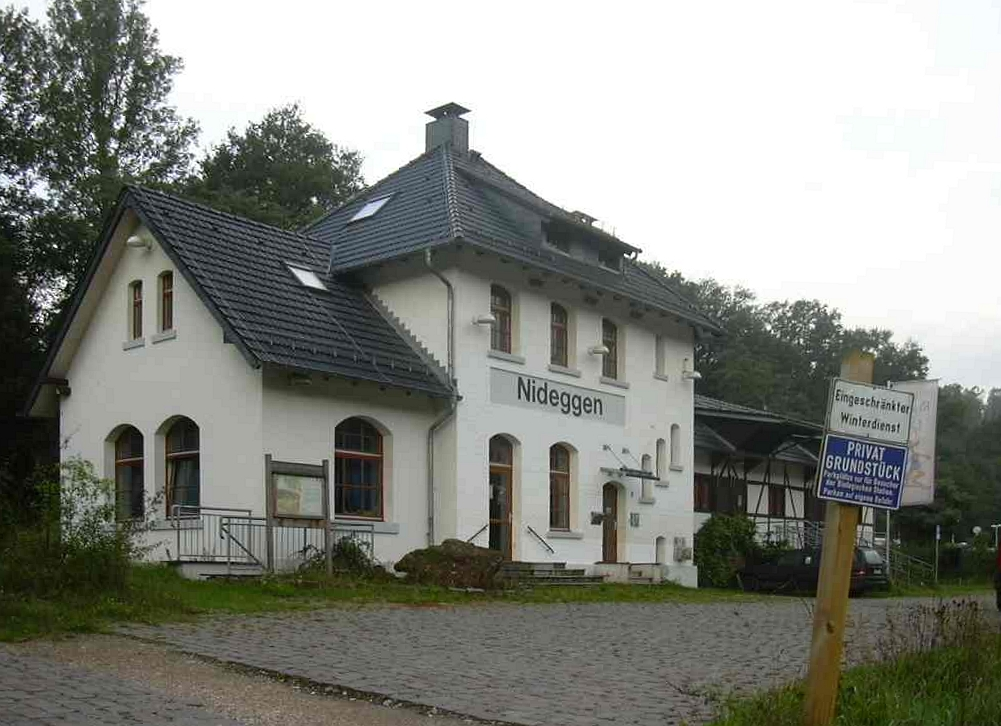
Bahnhof mit Biologischer Station

Auf ihrer Strecke von Düren nach Heimbach fährt die Rurtalbahn idyllisch neben dem Fluss, der ihr den Namen gab. Im Stadtgebiet liegen die Haltepunkte Zerkall (obwohl der Ort Zerkall zu Hürtgenwald gehört) und Abenden sowie der Bahnhof Nideggen-Brück, an denen die Züge stündlich halten.

#### Buslinien
Der Ortskern von Nideggen wird von den AVV-Buslinien 221, 233 und 285 des Rurtalbus sowie SB 88 der Aseag bedient. Bis zum 31. Dezember 2019 wurde die Linie 221 von der Dürener Kreisbahn, die Linie 233 ebenfalls vom BVR betrieben.
| Linie | Betreiber | Verlauf |
| ----- | --------- | --- |
| 221   | Rurtalbus | Düren Bf/ZOB – StadtCenter – Kaiserplatz – Krauthausen – Niederau – Kreuzau – Winden – Leversbach – Rath – Nideggen         |
| 233   | Rurtalbus | Zülpich Bf – Zülpich Frankengraben – Hoven – Langendorf – Bürvenich – Eppenich – (Embken –) Wollersheim – Berg – Nideggen   |
| 285   | Rurtalbus | Kleinhau – Brandenberg – Bergstein – Zerkall – Brück – Nideggen                                                             |
| SB88  | ASEAG     | Schnellbus: Nideggen – Brück – Schmidt – Strauch – (Kesternich –) Simmerath                                                 |
| N3a   | Rurtalbus | Nachtbus: nur in den Nächten Fr/Sa und Sa/So Düren Bf/ZOB → Kaiserplatz → Niederau → Kreuzau → Leversbach → Nideggen → Thum |

Der Wildpark Schmidt wird in den Sommermonaten vom Mäxchen angefahren, ebenfalls eine AVV-Buslinie des Rurtalbus, die im Bereich Nideggen und Heimbach über die Eifelhöhen und durch die Täler fährt.
Am Ort Wollersheim führt die Bundesstraße 265 vorbei.

#### Radwege
Das Gemeindegebiet von Nideggen ist an eine Reihe von Radwanderwegen angeschlossen:
- Die 524 km lange Wasserburgen-Route verbindet mehr als 130 Burgen am Rand der Eifel und in der Kölner Bucht.
- Die 480 km lange Kaiser-Route verläuft von Aachen nach Paderborn. Sie ist nach Kaiser Karl dem Großen benannt, der in Aachen residierte. Der Routenverlauf orientiert sich an der mutmaßlichen Route, die das kaiserliche Heer im Jahr 775 auf seinem Kreuzzug in das Gebiet der Sachsen nahm.
- Die 1.045 km lange D-Route 4 (Mittelland-Route) führt von Aachen über Bonn, Siegen, Erfurt, Jena und Chemnitz nach Zittau.
- Die 733 km lange D-Route 7 (Pilgerroute) führt von Aachen über Köln, Düsseldorf, Duisburg, Münster, Osnabrück, Bremen und Hamburg nach Flensburg.
- Der 180 km lange RurUfer-Radweg führt von der Rur-Quelle in den belgischen Ardennen bis zur Mündung in die Maas im niederländischen Roermond.

### Museen
In der kreiseigenen Burg Nideggen befindet sich das einzige Burgenmuseum des Rheinlands. Das Dürener Tor, eines der Wahrzeichen der Stadt, beherbergt regelmäßige Kunstausstellungen.

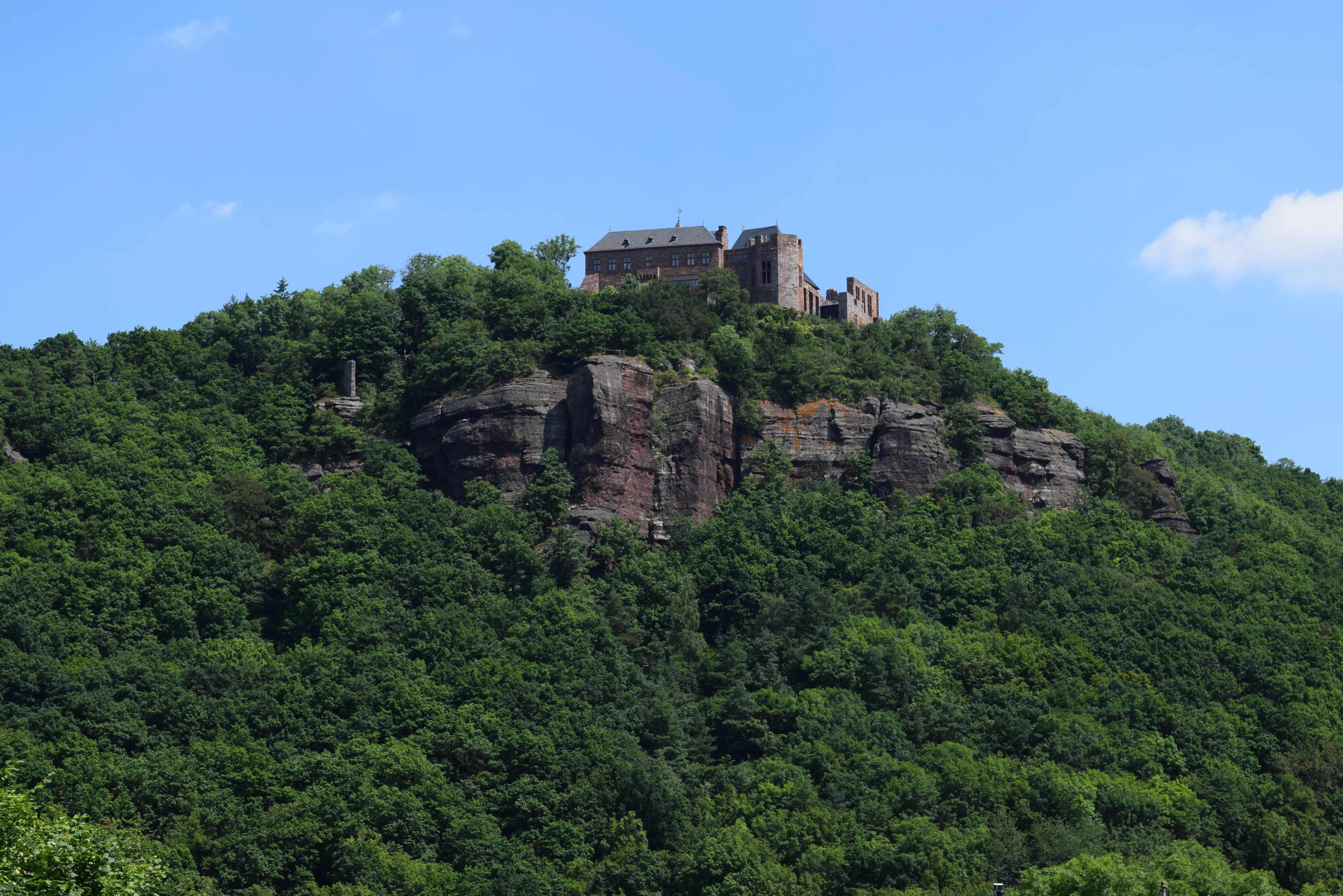
Die Burg hoch über dem Rurtal (2016)

### Bildung
In Nideggen gibt es sechs Kindergärten und Kindertagesstätten. Es gibt drei Grundschulen in Embken, Nideggen und Schmidt, sowie einen Standort der Sekundarschule Kreuzau/Nideggen.

## Persönlichkeiten
- Carl Caspar von Siebold (1736–1807), Mitbegründer der modernen Chirurgie[14]
- Hermann Joseph Brünninghausen (1761–1834), Chirurg, Geburtshelfer und Hochschullehrer sowie Generalstabsarzt
- Paul Schaaff (1885–1966), Landrat des Kreises Düren und Ehrenbürger von Nideggen
- Otto Pieperbeck (1892–1965), Landrat des Kreises Bergheim
- Anni Kroll (1919–2015), Autorin und Heimatdichterin
- Monika Lövenich (* 1955), Langstreckenläuferin, lebt in Nideggen
- Gudrun Zentis (* 1953), Politikerin (Grüne), MdL, wohnt in Abenden
- Manfred Schnabel (* 1927), Professor und Intendant, wohnt in Nideggen.